# San Bartolomé Yucuañe
San Bartolomé Yucuañe là một đô thị thuộc bang Oaxaca, México. Năm 2005, dân số của đô thị này là 380 người.